# Viola vallicola
Viola vallicola là một loài thực vật có hoa trong họ Hoa tím. Loài này được A. Nelson miêu tả khoa học đầu tiên năm 1899.

## Hình ảnh

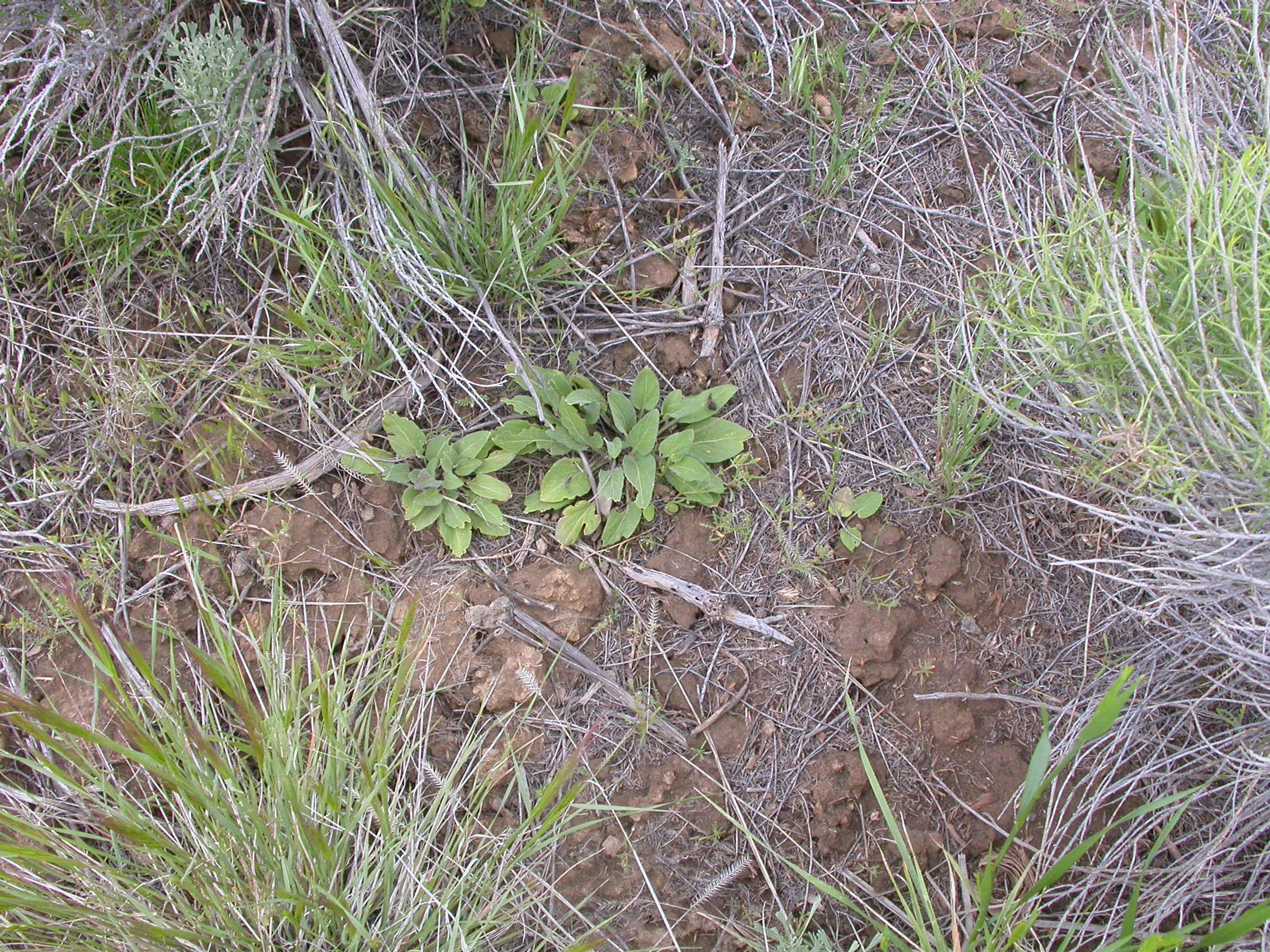
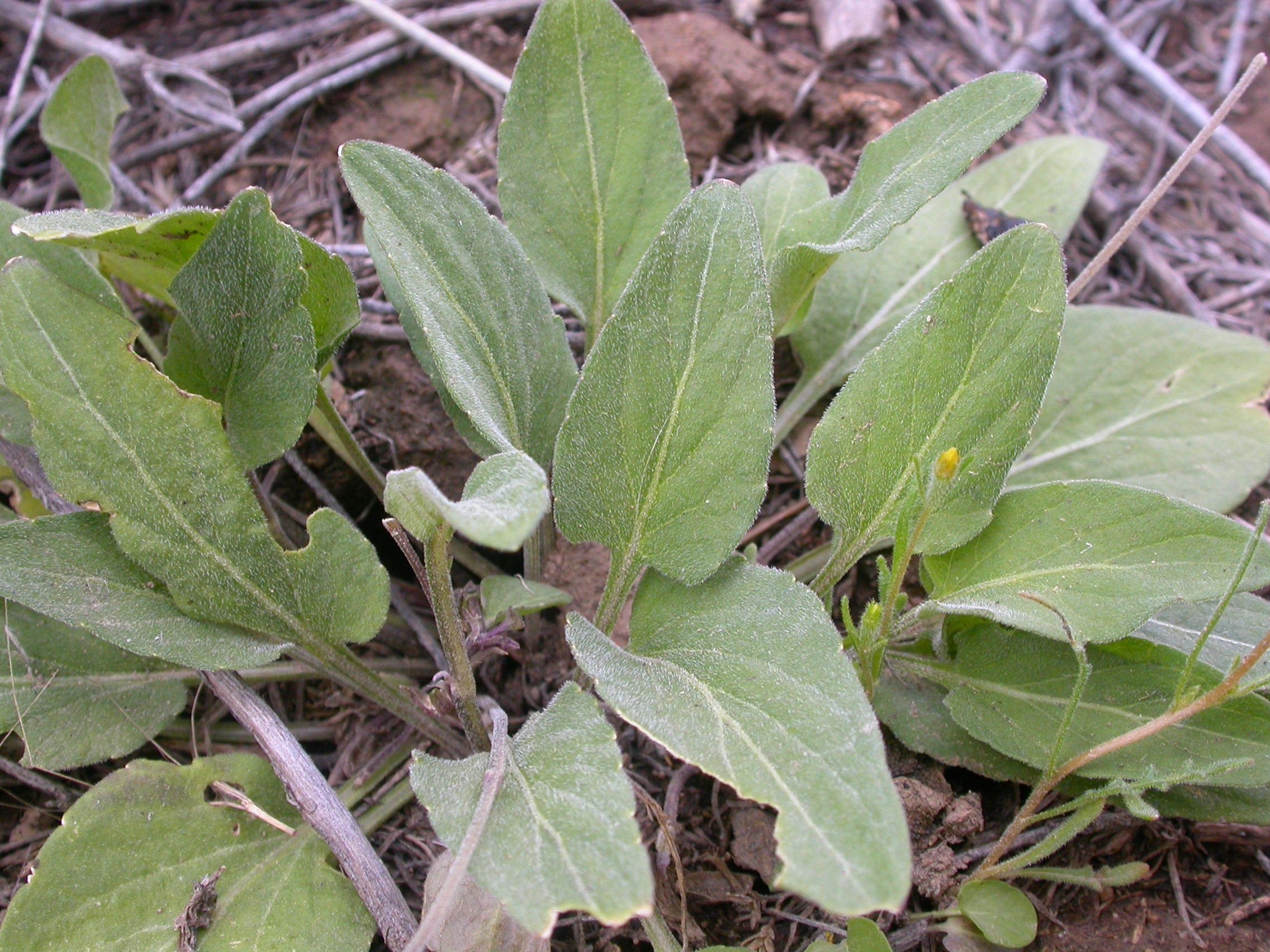
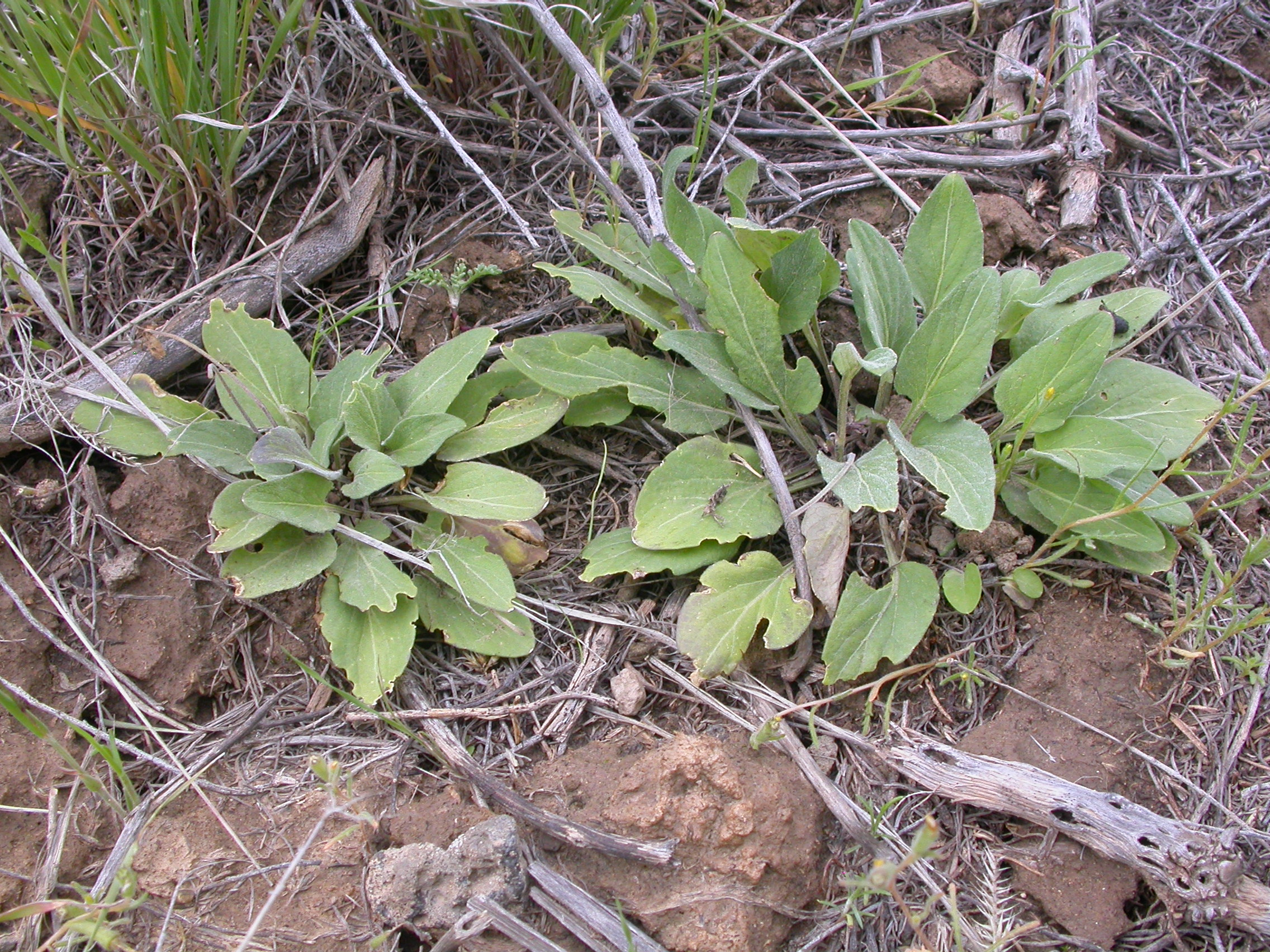
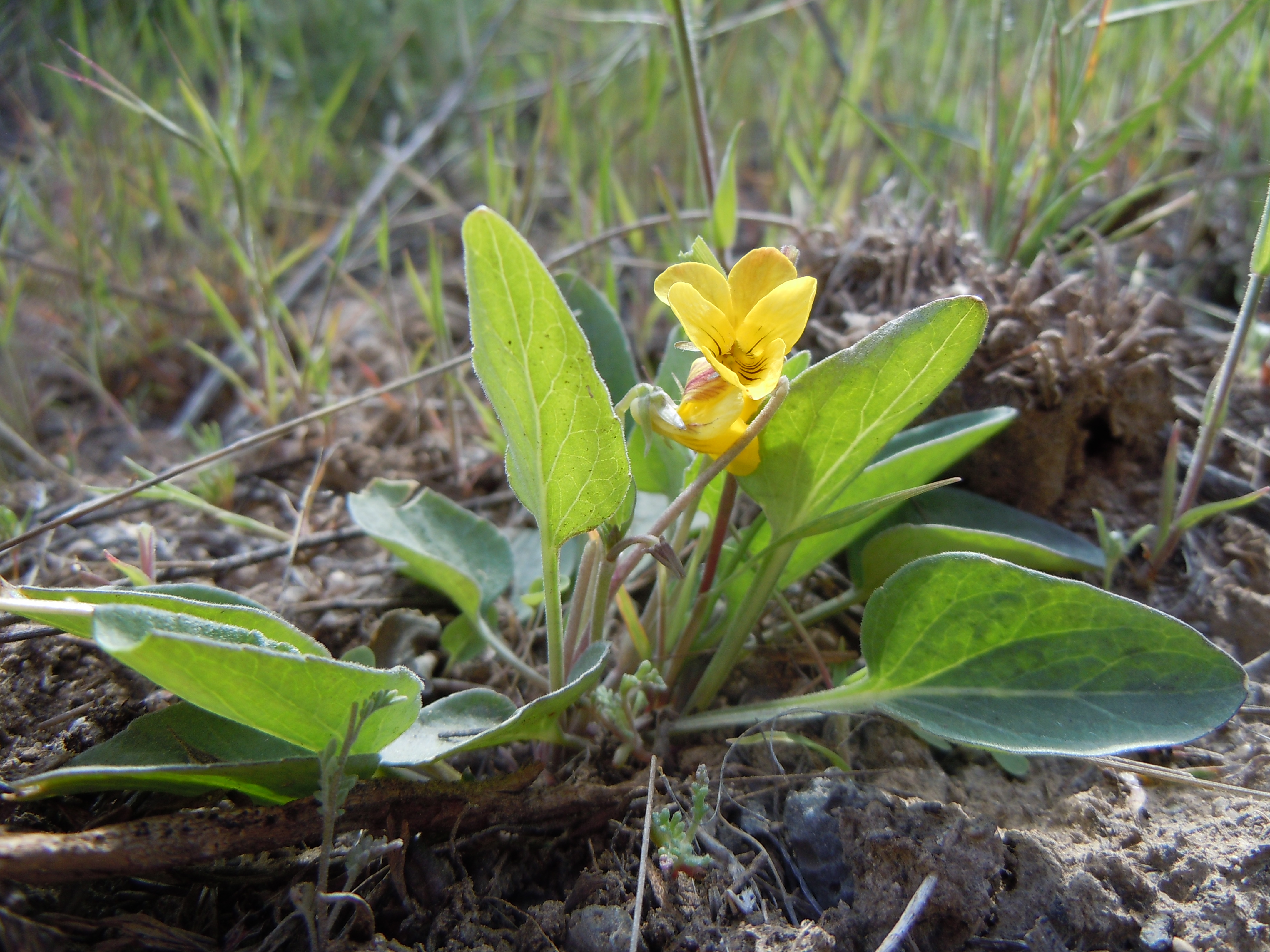